# Фатальні яйця (фільм)
«Фатальні яйця» — російсько-чеський комедійно-фантастичний художній фільм режисера Сергія Ломкіна, знятий у 1995 році за мотивами однойменної повісті Михайла Булгакова з деякими сюжетними лініями, взятими з інших творів автора.

## Сюжет
В Москву 1928 року прибуває Воланд, супроводжуваний почтом. Він опосередковано допомагає геніальному вченому Володимиру Персикову відкрити унікальний червоний промінь, що впливає на ріст і розмноження живих організмів, проте робить їх неймовірно великими та агресивними. Одночасно в республіці починається поголовний мор курей, що змушує начальника ГПУ випустити колишнього начальника сільськогосподарського відділу Олександра Семеновича Рокка, із психіатричної лікарні професора Стравінського, в яку сам його колись і запроторив.
На професора Персикова звалюється хвиля слави, що активно підігрівається ЗМІ. Рокк вирішує відродити країни поголів'я курей і конфіскує експериментальні камери. Рокк приходить на склад, де кіт Бегемот передає йому посилку з яйцями змій, крокодилів та страусів, які призначали Персікову. У своєму радгоспі під Смоленськом Рокк поміщає яйця у камери, вважаючи, що вони курячі. Проте з них вилуплюються гігантські рептилії, які вбивають співробітників ГПУ та дружину Рокка Маню.
Гади розбивають армію та починають наближатися до Москви. Жителі міста штурмом беруть університет Персикова. Персиков гине випадково - від ножа грабіжника, що зазіхнув на годинник професора. Коли натовп забігає до лабораторії, то бачить Воланда, що стоїть біля вікна, за яким у серпневу ніч іде сніг. Той вимовляє, дивлячись у небо: Сніг йде. Вічно він зі своїм морозом — морозний бог» і вилітає у вікно.

## У ролях
- Олег Янковський - Володимир Іпатійович Персиков
- Андрій Толубєєв - Олександр Семенович Рокк
- Михайло Козаков - Воланд
- Роман Мадянов - Кіт Бегемот
- Олександр Васютинський - Коров'єв
- Ніна Усатова - Маня, дружина Олександра Семеновича Рокка
- Гарік Сукачов - Панкрат
- Віктор Павлов – агент
- Семен Фарада - похмурий агент
- Сергій Гармаш - агент Васєнька
- Тетяна Кравченко - Марія
- Юрій Шерстньов - начальник ГПУ
- Максим Коновалов – червоноармієць
- Олександр Олешко – водій ГПУ
- Володимир Стержаков - Моржанський
- Валерій Носик - Козій Зоб
- Зоя Буряк - Дуня
- Володимир Кашпур - сторож
- Юрій Кузнєцов - продавець курей
- Олександр Ширвіндт - редактор
- Олексій Жарков - Щукін
- Олександр Числов - Петька
- Олександр Фатюшин – механік
- Анатолій Обухов - Федір Михайлович
- Олександр Марін - Іванов
- Ірина Сенотова - Олена Михайлівна
- Максим Коновалов - охоронець
- Амалія Мордвінова - Гелла
- Олександр Пашутін - Полайтіс
- Микола Ігнатов - лікар-шизофренік
- Олександр Трофімов - ідіот Мефодій
- Володимир Анісько - Стравінський
- Олексій Баталов - текст від автора
- Віктор Біляков - урка
- Олександр Фарбер - Бронський
- Сергій Галкін - Єгорша
- Валерій Гатаєв – кореспондент
- Володимир Гуркін - мужик з сокирою
- Людмила Худаш – вахтерка театру
- Гелена Кирик – секретар у редакції
- Віктор Подосьонов - Колесов
- Валерій Шорохов - метранпаж
- В'ячеслав Вдовін - цирульник

## Участь у кінофестивалях
- 1996 - кінофестиваль «Література та кіно» в Гатчині;
- 1996 - відкритий російський кінофестиваль "Кінотавр" в Сочі;
- 1996 - кінофестиваль "Вікно в Європу" у Виборзі;
- 1996 - кінофестиваль у Котбусі.